# Vadszőlőlevelű juhar
A vadszőlőlevelű juhar (Acer cissifolium) a szappanfavirágúak (Sapindales) rendjébe és a szappanfafélék (Sapindaceae) családjába tartozó faj. Tudományos nevét onnan kapta, hogy levelei hasonlítanak a szőlőfélék családjába tartozó Cissus nemzetség leveleihez.

## Elterjedése
Japán lombhullató erdeiben honos.

## Leírása
Terebélyes, 15 méter magas, lombhullató fa. Kérge sárgásszürke, érdes, kiemelkedő paraszemölcsökkel. Levele három tojásdad vagy visszás tojásdad, 10 cm hosszú, sötétzöld levélkéből összetettek. Ősszel sárgára vagy vörösre színeződnek. Virágai aprók, sárgák, karcsú fürtökben nyílnak, egyivarúak. A növény kétlaki. Termése ikerlependék, mely vörösre színeződik.

## Képek

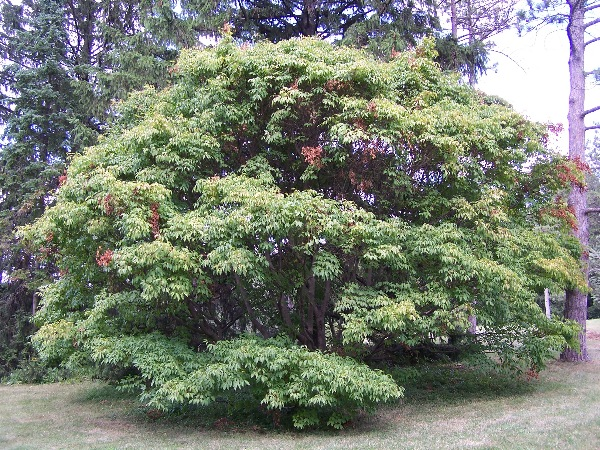
Habitusa
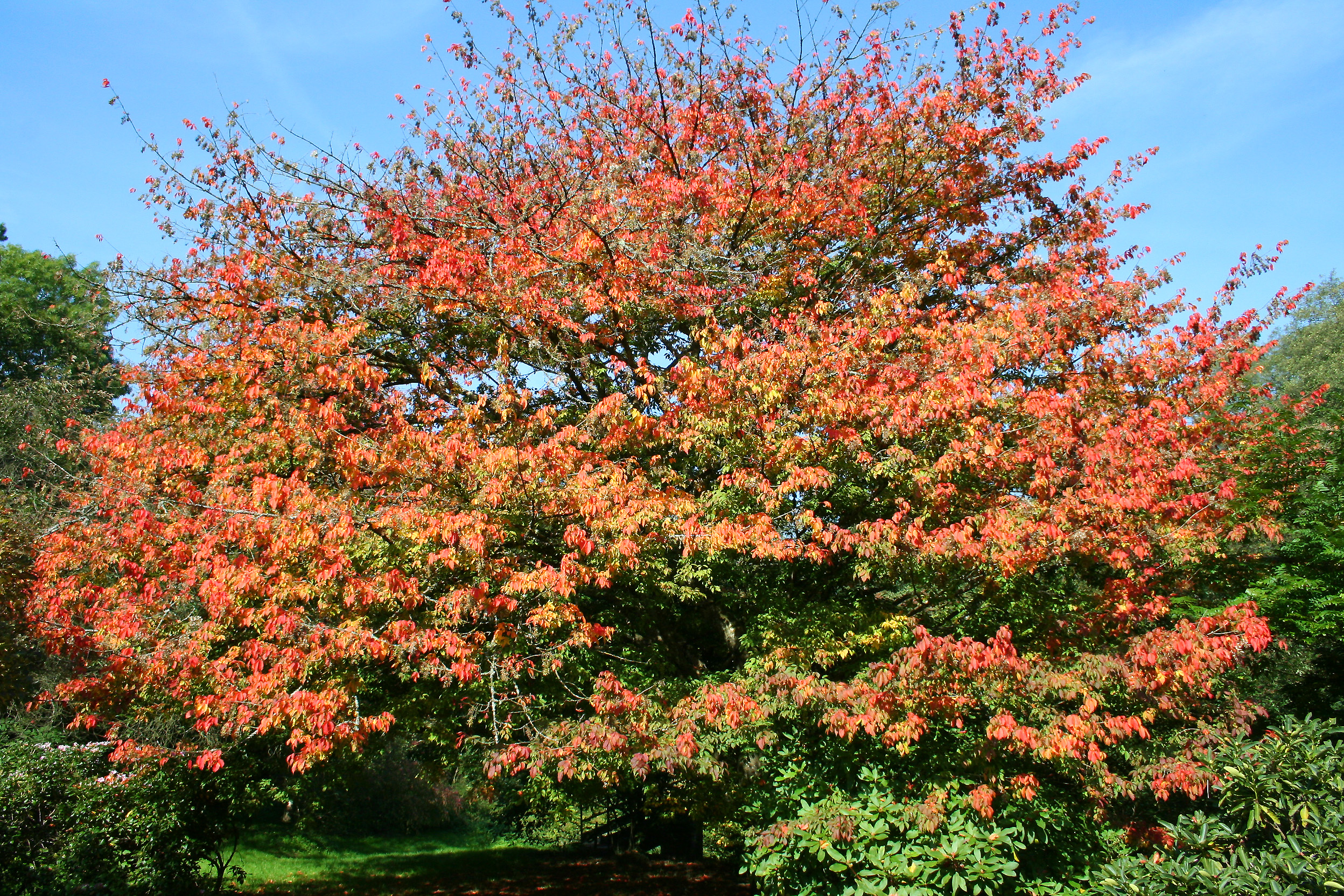
Őszi lombszíne
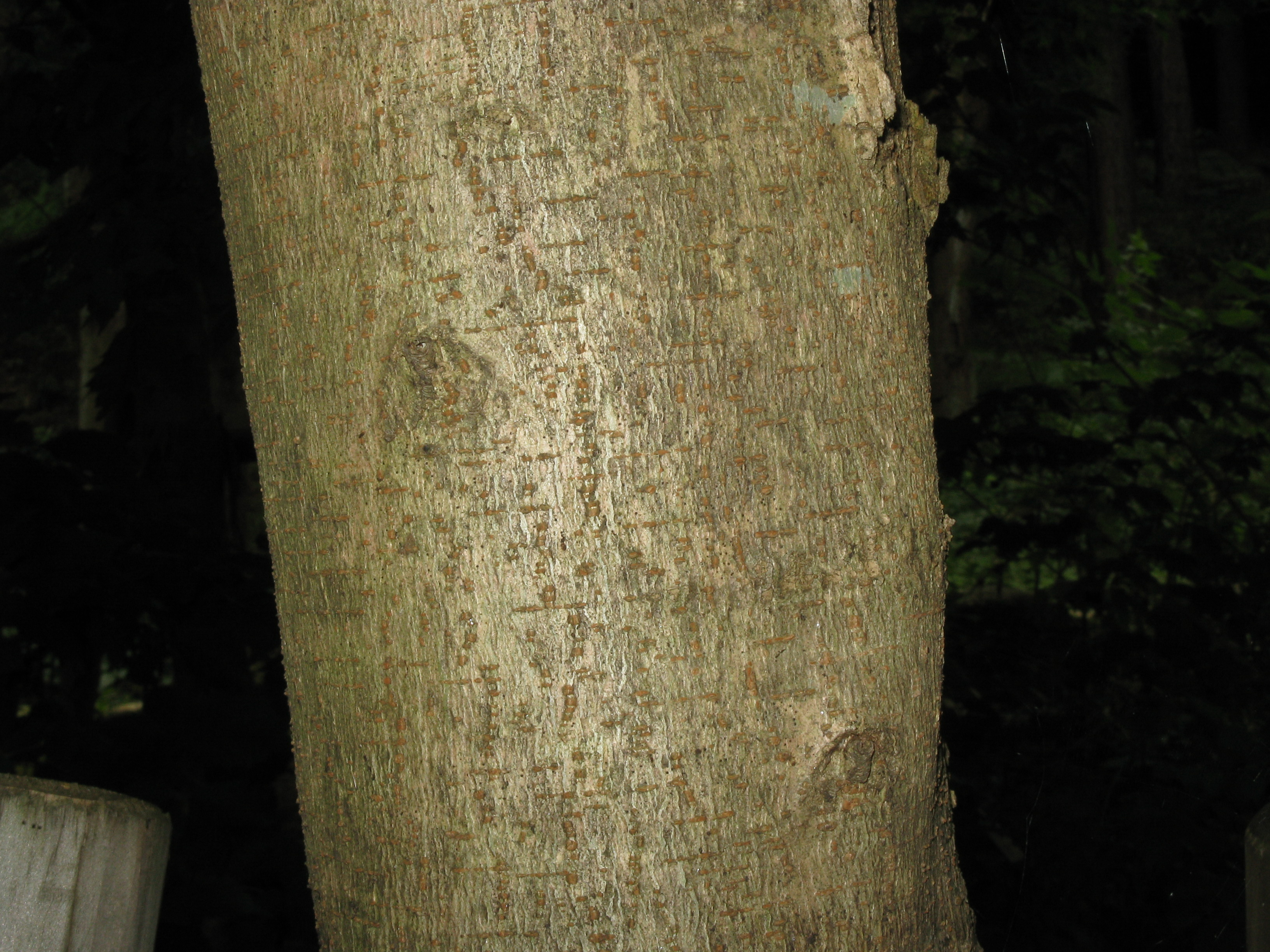
Kérge